# 실험계획법

실험계획법(實驗計劃法, design of experiments, DOE)은 효율적인 실험 방법을 설계하고 결과를 제대로 분석하는 것을 목적으로하는 통계학의 응용 분야이다. 로널드 피셔가 1920년대에 농업 실험에서 영감을 얻어 발전시켰다. 이후 의학, 공학, 실험 심리학과 사회학에 널리 적용되었다. 또한 마케팅 등에서 콘조인트 분석도 사용된다.

## 개요
실험계획법은 존재하는 변수로부터 정보를 수집하는 실험 방법을 계획하는 것이다. 실험이 관리가 가능한 것이든 불가능한 것이든 상관없이 실험자는 실험대상에 대한 실험과정이나 개입이 실험 결과에 어떻게 영향을 미치는지에 대해 이해하고 있어야 한다. 실험계획법은 자연과학과 사회과학에서 폭넓게 연구되는 기본적 원칙을 제공한다.
대상 실험공정에 대한 실험으로부터 유용한 데이터를 얻기 위하여 실험에 영향을 끼치는 어떤 변수들을 선택하여 어떻게 변화시킬 것인가 등에 대한 실험 계획 방법과 그 실험으로부터 얻어진 데이터 중에서 실험오차에 의한 부분과 실제 의미있는 변화 등을 구분하고 분석하는 데이터 분석(data analysis) 등 여러 방법을 포괄하는 분야이다.
특히 실험의 특성에 영향을 미치는 여러 가지 인자를 알아 내야 하고 인자간의 관계를 알아보기 위한 실험을 하여 데이터를 얻어내고 이를 분석하여 최적화된 올바른 행동방안을 만들어 합리적인 방법을 통해 신뢰할 수 있는 실험을 만들어 낸다.
이때 효과적인 실험은 경제적으로 효율적이며 올바른 결과를 만들어 낼 수 있다.

## 다양한 실험설계
- 단일집단 사후설계(one-shot case study): 한 실험집단에 자극을 부여한 다음 종속변수를 측정한다.[1]
- 단일집단 사전사후 실험설계(one-group pretest-posttest design): 실험집단에 대해 사전조사를 실시한 다음 자극의 종속변수를 측정하는 사후조사를 실시한다.
- 정적집단 비교(static-group comparison): 자극을 부여하는 실험집단과 자극을 통제하는 통제집단을 가지지만 사전조사를 실시하지는 않는다.

## 기본적인 절차
1. 대상선정: 연구대상을 선정
2. 실험환경 선정: 실험실, 실험도구 등의 실험환경을 선정
3. 무작위표집: 연구대상을 무작위로 표본추출
4. 무작위할당: 추출된 표본을 무작위로 실험집단과 통제집단에 배치
5. 사전검사: 두 집단에 종속변수에 대한 사전검사를 실시
6. 실험조치: 실험집단에만 실험조치를 실시
7. 사후검사: 두 집단에 종속변수에 대한 사후검사를 실시
8. 비교 및 검증: 사전, 사후검사 결과 변수 간의 의미있는 변화를 비교

## 용어
- 실험단위(experimental unit) : 실험이 행해지는 개체
- 처치(treatment, 처리) : 각각의 실험단위에 가하는 특정한 실험조건
- 인자(factor) : 관측값에 영향을 주는 실험조건을 나타내는 변수
- 인자수준 : 실험을 하기 위한 인자의 여러 가지 조건
- 반응변수 : 인자에 대한 반응을 나타내는 변수

## 참고 문헌
- Earl R. Babbie, 《사회조사방법론》, THOMSON, 2007

## 같이 보기
- 무선 배치